# Onderwaterscooter

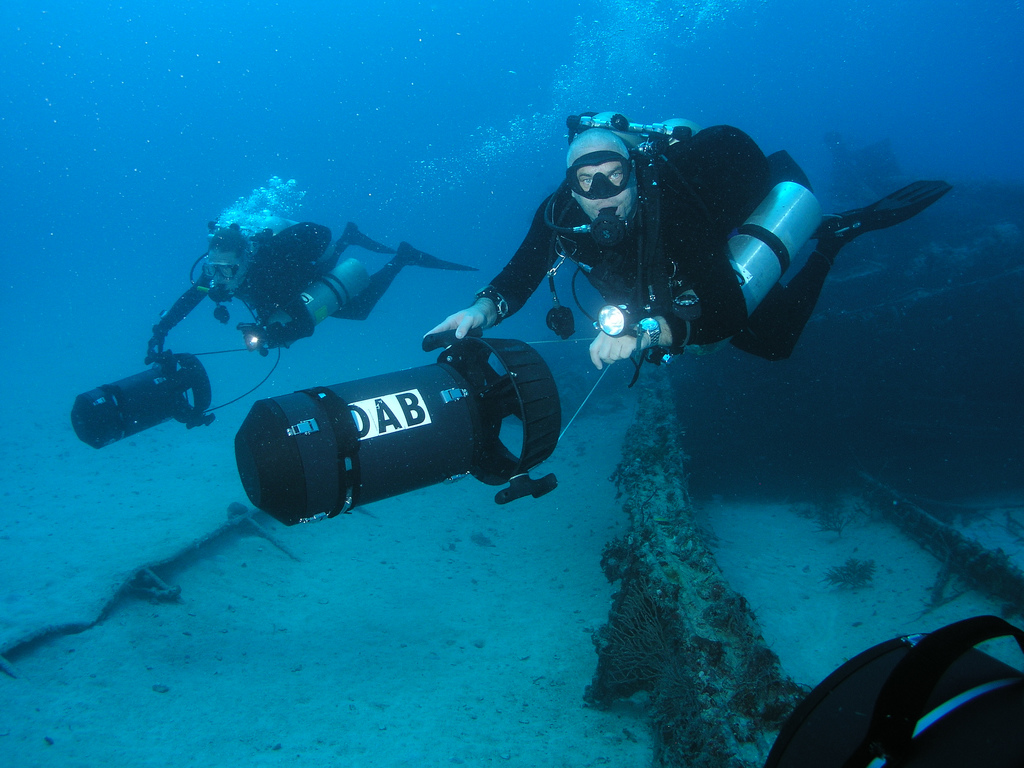
Een technische duiker met een Gavin onderwaterscooter

De onderwaterscooter is een onderdeel van de duikuitrusting en wordt door duikers gebruikt om de actieradius te vergroten. De Engelse term 'Diver Propulsion Vehicle' (DPV) wordt ook in het Nederlands veel gebruikt.
De actieradius van een duiker wordt bepaald door de hoeveelheid gas om te ademen die meegenomen kan worden, de snelheid waarmee het gas gebruikt wordt en de tijdslimieten welke opgelegd worden door duiktabellen om decompressieziekte te voorkomen.
Een onderwaterscooter bevat meestal een door accu's aangedreven elektromotor die een schroef aandrijft. Het ontwerp moet er verder voor zorgen dat hij niet per ongeluk gestart kan worden, en een neutraal drijfvermogen heeft onder alle omstandigheden.

## Geschiedenis
De onderwaterscooter zou gezien kunnen worden als een verkleining van de bemande torpedo's die legers in het verleden ingezet hebben. Zo hebben de Italianen de Maiale in de Tweede Wereldoorlog ingezet.
Vergelijkbare apparaten zijn bijvoorbeeld door Jacques-Yves Cousteau ontwikkeld en gebruikt.
In diverse films zijn ze vanaf 1965 te zien, bijvoorbeeld in World Without Sun uit 1965 van Jacques-Yves Cousteau en in de James Bond-film Thunderball.
De eerste commerciële onderwaterscooter is de Aquazepp en is in 1967 in München gebouwd door Josef Rupprecht.

## Gebruik
Een onderwaterscooter is erg waardevol bij duiken waarbij lange afstanden afgelegd moeten worden en of waarbij veel uitrusting meegenomen dient te worden. De duiker maakt hiermee beter gebruik van de beschikbare hoeveelheid gas en duiktijd. Dit is typisch een geval bij grotduiken en technisch duiken.
Voor veel recreatieve duikers is het gebruik van een onderwaterscooter niet echt nuttig. Zo is het behouden van een neutraal drijfvermogen erg belangrijk. Door gebruik te maken van een onderwaterscooter is het behouden van een neutraal drijfvermogen lastiger dan zonder. Het gevolg kan zijn dat er door te snel opstijgen of afdalen een barotrauma opgelopen wordt. Het navigeren wordt ook een stuk lastiger wanneer er met een hogere snelheid door het water gegaan wordt, helemaal wanneer het zicht beperkt is. Door de verhoogde snelheid en het extra geluid dat geproduceerd wordt, is het moeilijk om sommig onderwaterleven te zien. Deze zijn zo goed gecamoufleerd dat ze alleen te zien zijn wanneer je de tijd neemt om de omgeving af te speuren.

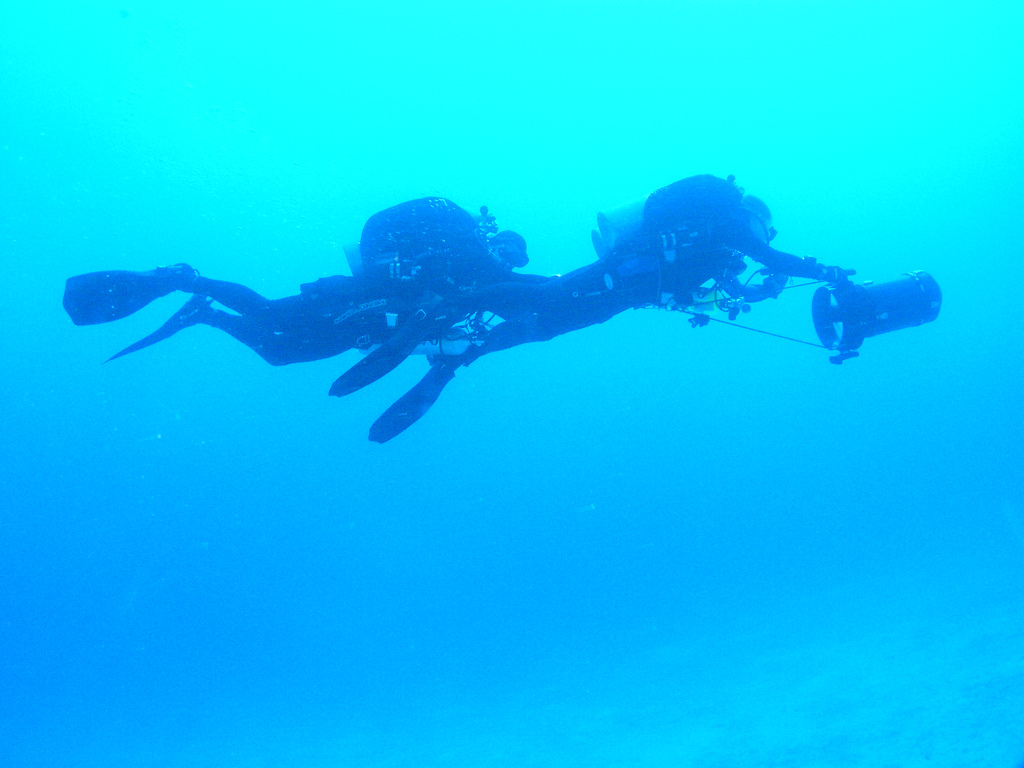
Een technische duiker met een Gavin onderwaterscooter sleept een andere duiker.

Door het gebruik van een onderwaterscooter is het voor duikers relatief eenvoudig om lange afstanden onderwater af te leggen. De consequentie hiervan is dat er rekening mee gehouden moet worden van het uitvallen van een onderwaterscooter. Zo dienen de duikers te leren om elkaar te slepen indien een van de scooters uitvalt. Bij het grotduiken is het van levensbelang om op de juiste plaats weer aan het oppervlak te komen. Bij zo'n duik wordt er altijd een reservescooter meegenomen, of er wordt voor gezorgd dat er voldoende redundantie in het team aanwezig is, om veilig terug te komen.

## Types

### Tow-behind
Dit is het meest voorkomende type onderwaterscooter. Hierbij houdt de duiker zich vast aan de boeg of aan het hek. Dit type is erg efficiënt, aangezien de duiker in de slipstream van de onderwaterscooter zit, dit in tegenstelling tot de onderwaterscooter waar je op zit een veel weerstand creëert.
Nog efficiënter is het type waarbij de duiker een harnas en een backplate of trimvest met een d-ring aan de voorkant draagt en hij verbonden is met een musketonhaak en sleeptouw van de juiste lengte. Op deze manier zal de duiker in een horizontale positie, net boven de stroming van de schroef zijn. Hierbij wordt de hoeveelheid weerstand nog verder verminderd. Ook is het vasthouden van de onderwaterscooter minder vermoeiend voor de duiker, omdat alle kracht door het touw opgenomen wordt en er alleen gestuurd hoeft te worden.

### Manta-bord
Dit is eigenlijk een plank waar twee touwen aan vastgemaakt zijn. Aan de oppervlakte is een boot die de plank met twee touwen door het water sleept. De duiker ligt op de plank en wordt zo onderwater voortgetrokken. De duiker kan van diepte veranderen door de helling van de plank te variëren.

### Bemande torpedo

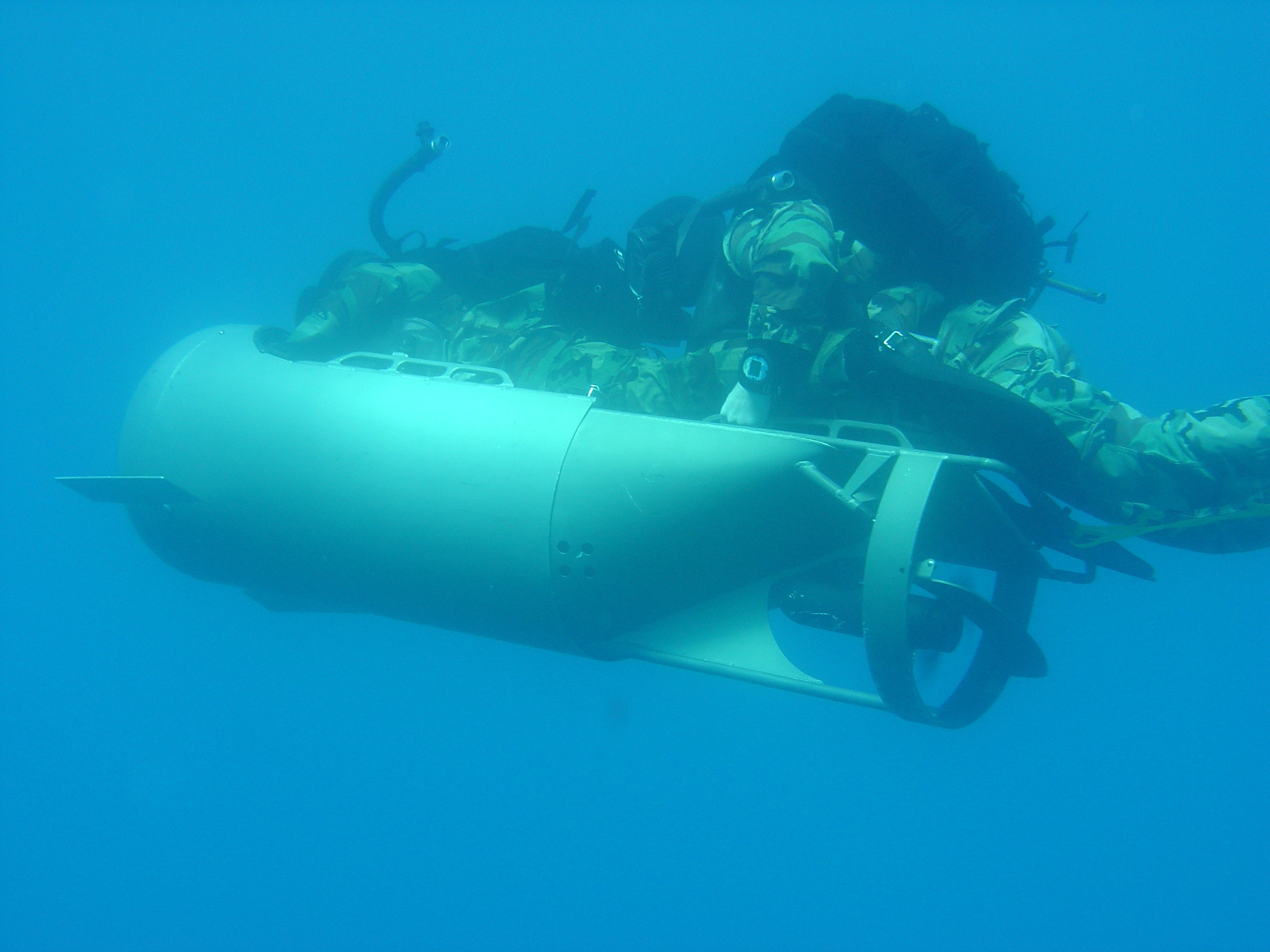
Onderwaterscooter van het type torpedo in gebruik bij het United States Marine Corps.

Deze onderwaterscooters hebben een torpedo- of visvorm. De duikers zitten erbovenop, soms schrijlings, of de bovenkant van de torpedo heeft een uitsparing in de romp waardoor de duikers erin kunnen zitten. Een bekend model van dit type is de Maiale van de Italianen en is in de Tweede Wereldoorlog ingezet. De Engelse variant hiervan heet de "Chariot". Ook de huidige strijdkrachten maken nog steeds gebruik van deze type voertuigen. Hiernaast getoond is de onderwaterscooter zoals in gebruik bij het Maritime Special Purpose Force (MSPF) van het United States Marine Corps.

### Subskimmer
De subskimmer kan zowel aan de oppervlakte varen als net onder de oppervlakte. Hierbij is de bemanning in contact met het water en dienen of hun eigen ademgas mee te nemen of, ze worden tijdens de rit voorzien van ademgas van het voertuig.
Er zijn verschillende varianten van deze subskimmers.
- Opblaasboot (RIB). Hij kan zich zelf opblazen en leeg laten lopen. Wanneer hij onderwater gaat, wordt de verbrandingsmotor hermetisch afgesloten en werkt hij op elektrische voortstuwing. Hiermee transformeert hij zich van een lichtgewicht boot naar een onderwatervoertuig voor duikers. De volgende modellen zijn er gemaakt:
- Subskimmer. Dit is een project welke gestart is in 1970 door Submartine Products Ltd. uit Hexham in Northumberland in Engeland. Het project is in verloop van tijd van eigenaar veranderd. Zijn voortstuwing is op een roterende arm geplaatst. De naam "Subskimmer" is een merknaam van Alphachamp.
- Infernus is kleiner dan de Subskimmer en is ontworpen en gebouwd door studenten van de Zweedse universiteit KTH in Stockholm tijdens hun studiejaar 2003-2004. Hun website[1] is alleen beschikbaar in het Zweeds.
- Onderwatervoertuig ondersteund met een draagvleugel - Hierbij is het mogelijk om door middel van de draagvleugel snel te veranderen van een voertuig dat aan de oppervlakte vaart in een voertuig dat net onder het wateroppervlak voortbeweegt. Naast de draagvleugel heeft hij een zwemblaas zodat het ook mogelijk is om in stilstaande positie onderwater te kunnen blijven.

## Commercieel uitgebrachte onderwaterscooters
| naam       | verschenen | type       | overbrenging |
| ---------- | ---------- | ---------- | ------------ |
| Aquazepp   | 1967       | torpedo    |              |
| Farallon   | 1970       | torpedo    | tandwiel     |
| Tekna      | 1970?      | tow-behind |              |
| Mako       | 1975?      | tow-behind | direct       |
| Subskimmer | 1983       | Subskimmer |              |
| Gavin      | 1985?      | tow-behind | direct       |
| Torpedo    | 1999       | tow-behind | direct       |
| Submerge   | 2000       | tow-behind |              |
| Zeuxo      | 2003       | tow-behind |              |
| Seadoo     | 2003       | tow-behind |              |
| X-Scooter  | 2004       | tow-behind | direct       |
| BladeFish  | 2009       | tow-behind | direct       |